# Samil
Samil is een plaats (freguesia) in de Portugese gemeente Bragança en telt 1 077 inwoners (2001).